# Булатова Марія Михайлівна
Марія Михайлівна Булатова (нар. 9 лютого 1960, Ужгород) — українська учена, державна, громадська діячка. Докторка педагогічних наук, професорка (1997), дійсна членкиня Української академії наук (2004). Заслужена діячка науки і техніки України (2000), лауреатка Державної премії України в галузі науки і техніки (2000). Президентка Олімпійської академії України (з 1999). Віцепрезидентка Національного олімпійського комітету України (з 2018). Віцепрезидентка Асоціації Європейських олімпійських академій (з 2018). Членкиня Комісії МОК «Культура та олімпійська спадщина» (з 2016). Членкиня виконкому Міжнародного товариства олімпійських істориків (ISOH) (з 2022). Членкиня Комісії Європейських олімпійських комітетів «Культура та олімпійська спадщина» (з 2016). Членкиня Комітету з освіти Міжнародної федерації університетського спорту (FISU) (з 2020). Директорка Навчально-наукового олімпійського інституту Національного університету фізичного виховання і спорту України (з 2019).

## Біографія
Народилася 9 лютого 1960 року у м. Ужгород Закарпатської області (УРСР).
У 1977 року вступила до Київського державного інституту фізичної культури (тепер Національний університет фізичного виховання та спорту України – НУФВСУ), який закінчила у 1981 року з відзнакою за фахом «Фізична культура і спорт». З 1981 по 1984 роках навчалася в аспірантурі Київського державного інституту фізичної культури. У 1984 року захистила дисертацію на здобуття наукового ступеня кандидата педагогічних наук на тему «Оптимізація тренувального процесу на основі вивчення потужності й економічності системи енергозабезпечення у спортсменів (на матеріалі велосипедного спорту)».
Другу освіту отримала у Київському державному університеті ім. Т. Г. Шевченка (тепер Київський національний університет імені Тараса Шевченка), отримала диплом за спеціальністю «Біологія» (1985–1990).
Після закінчення докторантури в Українському державному університеті фізичного виховання і спорту (1992–1995) захистила дисертацію на здобуття наукового ступеня доктора педагогічних наук на тему «Теоретико-методичні аспекти реалізації функціональних резервів спортсменів вищої кваліфікації» зі спеціальності 13.00.04. та отримала вчене звання професора (1997).
Очолювала кафедри «Інформатики і комп’ютерних технологій» НУФВСУ (1995–2001), «Здоров’я, фітнесу і рекреації» (2008–2010). Стояла біля витоків створення навчально-оздоровчого комплексу «Олімпійський стиль» НУФВСУ та керувала його діяльністю (1997–2013).
У 2001 р. була призначена на посаду голови Державного комітету України з питань фізичної культури і спорту, який очолювала до 2003 р.
У період з 2003 по 2008 рр. обіймала посаду проректора з міжнародних зв’язків, проректора з науково-педагогічної роботи Національного університету фізичного виховання та спорту України.
Протягом 2010–2019 роках очолювала кафедру історії спортивного та олімпійського руху НУФВСУ. Стояла біля витоків та керувала одним із перших у світі центрів олімпійських досліджень, визнаних Міжнародним олімпійським комітетом (1998–2019), який у 2019 році було реформовано у Навчально-науковий олімпійський інститут Національного університету фізичного виховання і спорту України. З 2019 року – директорка Навчально-наукового олімпійського інституту НУФВСУ.

## Наукові інтереси
Марія Булатова – авторка (співавторка) понад 400 наукових публікацій, зокрема понад 30 фундаментальних книг, серед яких енциклопедії, підручники, монографії. Наукові дослідження присвячені фізіології спорту, теорії та методиці підготовки спортсменів в олімпійському спорті, історії розвитку міжнародного олімпійського та спортивного руху, олімпійській спадщині та культурі, олімпійській освіті.
У складі групи науковців брала участь у фундаментальних дослідженнях гіпоксичних станів та розробці методів використання адаптації до гіпоксії в медицині і спорті, які отримали Державну премію України в галузі науки і техніки (2000).
М. Булатова виступає як запрошена лекторка з циклами лекцій у Міжнародній олімпійській академії (Греція), у провідних галузевих закладах вищої освіти різних країн: Азербайджану, Бразилії, Болгарії, Вірменії, Грузії, Єгипту, Іспанії, Ізраїлю, Індії, Китаю, Куби, Колумбії, Казахстану, Латвії, Литви, Мексики, Монголії, Німеччини, Польщі, Республіки Корея, Румунії, Таджикистану, Узбекистану, Франції, Хорватії тощо.

## Членство у професійних товариствах
Марія Булатова з 1999 року очолює Олімпійську академію України.
Входила до складу Комісії «Жінки і спорт» Ради Європи (1992—1996); Комісії «Інтеграція в суспільство через спорт» Ради Європи (1995—2001); Директорату Європейського товариства спортивної інформації «Clearing House» (1998—2000); Експертної ради Вищої атестаційної комісії України (2000—2004), була її головою (2004—2008).
Є членом виконкому Національного олімпійського комітету України (з 2000). Двічі була обрана віцепрезидентом НОК України (2018, 2023).
З 2000 року входить до Президії науково-методичної ради Міністерства України у справах сім'ї, молоді та спорту.
Активно працює у Раді Міжнародної асоціації університетів фізичної культури і спорту (з 2002).
З 2010 року є членкинею Міжнародного товариства олімпійських істориків (ISOH). У 2022 р. обрана до складу виконкому ISOH.
З 2016 року працює у складі Комісії МОК «Культура та олімпійська спадщина».
З моменту створення Асоціації Європейських олімпійських академій, двічі була обрана її віцепрезидентом (2018, 2023).
Входить до складу Комісії Європейських олімпійських комітетів «Культура та освіта» (з 2021), Комітету FISU з освіти (з 2020).
Є співзасновником Товариства істориків фізичної культури і спорту України (з 2019).
Протягом 20 років очолювала редакційну колегію міжнародного науково-теоретичного журналу «Наука в олімпійському спорті» (1994—2014). Входить до складу редакційної колегії наукових часописів: «Наука в олімпійському спорті» (Київ, Україна), «Теорія і методика фізичного виховання» (Київ, Україна), «Наука в спорті: сучасні проблеми» (Вірменія).
З 2001 року проводить культурно-освітню роботу як голова Комісії з олімпійської освіти та культури НОК України, а також у Комісії з підвищення кваліфікації тренерського складу та розроблення стратегії олімпійської підготовки НОК України (2017—2022) та Етичній комісії НОК України (з 2019).
Марія Булатова — представник України у всесвітній мережі Міжнародного олімпійського комітету «Чемпіон з олімпійської освіти та культури» (з 2019).

## Нагороди та звання

### Державні нагороди України
- Заслужений діяч науки і техніки України (2000)
- Державна премія України в галузі науки і техніки (2000) – за цикл наукових праць «Фундаментальні дослідження гіпоксичних станів та розробка методів використання адаптації до гіпоксії в медицині і спорті»[10]
- Почесна грамота Верховної Ради України (2004)
- Орден княгині Ольги III ступеня (2010)[11]
- Орден княгині Ольги II ступеня (2016)[12]
- Орден княгині Ольги І ступеня (2021)[13]

### Нагороди міжнародних організацій
- Нагорода Міжнародного олімпійського комітету – медаль П’єра де Кубертена (2009) за внесок у розвиток олімпійського руху та популяризацію ідей і цінностей олімпізму
- «Трофей Президента МОК» – приз Томаса Баха (2015) за служіння олімпійським ідеалам
- Нагорода Міжнародного олімпійського комітету «Спорт і мистецтво» (2015)
- Нагороди Міжнародної олімпійської академії – «Афіна» та «Золотий знак» (2012) за впровадження інноваційних підходів в олімпійській освіті
- Нагорода Міжнародного товариства олімпійських істориків «Меморіальна плакета Д. Вікеласа» (2014)[14]
- Медаль «Дружба» Президента Монголії (2010)
- Медаль Пошани Національного олімпійського комітету Литви (2013, 2015)
- Медаль Національного олімпійського комітету Грузії (2016)
- Медаль Національного олімпійського комітету Казахстану (2017)

### Відомчі нагороди та відзнаки громадських організацій
- Медаль Платона «За видатні досягнення в прогресі суспільства» Української академії наук (2004)
- Медаль Української академії наук за наукові досягнення в галузі спорту (2005, 2011, 2012)
- Медаль Національного олімпійського комітету України імені О. Д. Бутовського (2014)
- Медаль Національного олімпійського комітету України «За відданість олімпізму» (2016)
- Знак Міністерства освіти і науки України «За наукові та освітні досягнення» (2016)
- Орден Української академії наук «За творчі досягнення» (2016)
- Знак Пошани Міністерства внутрішніх справ України (2015)
- Медаль Академії педагогічних наук України «Ушинський К. Д.» (2016)
- Подяка Комітету з питань сім’ї, молодіжної політики, спорту та туризму Верховної Ради України (2016)
- Відзнака Полтавської обласної адміністрації (2018)
- Почесний знак Міністерства оборони України (2019)

### Премії
- Премії Національного олімпійського комітету України «За найкращу наукову книгу року» (2006, 2011, 2013, 2015, 2017, 2020)
- Премія міністерства культури України «Кришталева книга» за найкращу книгу України в номінації «З глибини століть» (2010)

### Звання
Doctor Honoris Causa та заслужений професор:
- Національного університету фізичного виховання і спорту України
- Іберо-американського інституту спорту (Сан-Карлос, Венесуела)
- Пекінського столичного університету фізичної культури і спорту (Китай);
- Національного університету фізичної культури і спорту Бухареста (Румунія)
- Казахстанської академії спорту і туризму (Алмати)
- Спортивної академії Монголії (Улан-Батор)
- Державного університету фізичного виховання і спорту Республіки Молдова (Кишинів)
- Державного інституту фізичної культури і спорту Вірменії (Єреван)

## Сім'я
Одружена. Має двох дочок.